# Svaz (fytocenologie)
Svaz (alliancia) je druhá nejnižší hlavní úroveň (rank) fytocenologických jednotek. Její nejbližší hlavní nadřazenou jednotkou je řád, podřazenou pak asociace. Jméno svazu se tvoří z vědeckého názvu rostlinného druhu (nebo názvu dvou druhů oddělené spojovníkem) a přidává se koncovka -ion. Příklad: Carpinion betuli Issler 1931. Za jménem se uvádí autor jména a rok, kdy ho popsal. Nomenklatura syntaxonů včetně jmen svazů se řídí podle mezinárodního kódu fytocenologické nomeklatury.